# نیکولای لورنزونی
نیکولای لورنزونی (انگلیسی: Nicolai Lorenzoni؛ زادهٔ ۱ مهٔ ۱۹۹۲) بازیکن فوتبال اهل سوئیس است.
از باشگاه‌هایی که در آن بازی کرده‌است می‌توان به باشگاه فوتبال فرایبورگ و باشگاه فوتبال کمنیتس اشاره کرد.
وی همچنین در تیم ملی فوتبال جوانان آلمان بازی کرده‌است.